# BLUE (NEWSの曲)
『BLUE』（ブルー）は、日本の男性アイドルグループであるNEWSのメジャー通算23枚目となるシングル。2018年6月27日にジャニーズ・エンタテイメントからリリース。

## 音楽性と歌詞
「BLUE」はメンバーの手越祐也がメインキャスターを務めた日本テレビ系『FIFAワールドカップ・ロシア2018』のテーマソング。ワールドカップのテーマソングということもあり、タイトルの「BLUE」は地球の"青"、サッカー日本代表のイメージカラー"青"を表している。
楽曲は壮大で勇ましいチャントに始まり、メンバーのボーカルだけでなくコーラスを加えて構成されている。また大サビ前には琴の音が挿入されている。

## リリース
本作のリリースは、5月20日に行われたアリーナツアー『NEWS LIVE TOUR 2018 EPCOTIA』のさいたまスーパーアリーナ公演にて発表された。
CD発売前、一部週刊誌においてメンバー2人（小山慶一郎・加藤シゲアキ）が未成年女性と飲酒したと報じられた。ジャニーズ事務所は事態を受け、6月7日付で小山の一時活動自粛、および加藤に厳重注意を行った。しかし発売延期や中止はなく当初の予定通りでのリリースとなり、小山は発売日である6月27日に芸能活動を再開した。

## チャート成績
7月9日付のオリコン週間シングルランキングによると、初週16.5万枚を売り上げて1位を獲得した。同日付のBillboard JAPANチャートによると、初週累計売上172,731枚、ルックアップ（CD読込み）、Twitterの3指標で1位となり、Japan Hot 100総合首位を獲得した。

## 収録内容

### CD

#### 通常盤
1. BLUE
作詞・作曲・編曲：ヒロイズム
2. Cascade
作詞：Ryohei Yamamoto、作曲：Ryohei Yamamoto, ☆Taku Takahashi、編曲：Mitsunori Ikeda, ☆Taku Takahashi
3. 夜よ踊れ
作詞：篠原とまと、作曲・編曲：伊藤賢, 辻村有記
4. BLUE（オリジナル・カラオケ）
5. Cascade（オリジナル・カラオケ）
6. 夜よ踊れ（オリジナル・カラオケ）

#### 初回盤A/B
※Represent NEWS Mixは初回盤Bのみ収録。
1. BLUE
2. Cascade
3. NEWSニッポン -Represent NEWS Mix-
作詞：KNM PROJECT、作曲・編曲：馬飼野康二
  - セブンイレブン限定シングルの再録バージョン
4. Stand Up -Represent NEWS Mix-
作詞・作曲：Richard Fairbrass（英語版）, Fred Fairbrass, Clyde Ward、日本語詞：黒須チヒロ
  - 1stシングル「希望〜Yell〜」カップリングの再録バージョン

### DVD
※初回盤Aのみ
1. 「BLUE」Music Clip & Making

## 映像作品
BLUE
- NEWS 15th Anniversary LIVE 2018 "Strawberry"
- NEWS DOME TOUR 2018-2019 EPCOTIA -ENCORE-
- NEWS LIVE TOUR 2019 WORLDISTA

Cascade
- NEWS DOME TOUR 2018-2019 EPCOTIA -ENCORE-

夜よ踊れ
- NEWS 15th Anniversary LIVE 2018 "Strawberry"
- NEWS DOME TOUR 2018-2019 EPCOTIA -ENCORE-
- NEWS LIVE TOUR 2020 STORY
  - 3人体制 初披露
- NEWS EXPO(初回盤A『METROCK2023 TOKYO』)
- NEWS 20th Anniversary LIVE 2023 NEWS EXPO